# Jaime Ayala (periodista)
Jaime Boris Ayala Sulca es un periodista peruano, locutor de Radio Huanta 2000 y corresponsal de La República, que desapareció forzosamente durante el Terrorismo. La última vez que se le vio con vida, el 2 de agosto de 1984, había acudido a la base militar de la Marina de Guerra del Perú establecida en el estadio de Huanta (Ayacucho), para quejarse por la conducta policial hacia su madre la noche anterior. La desaparición de Ayala fue reconocida por el Comando Conjunto de las Fuerzas Armadas mediante el Comunicado Conjunto Nº 002-CC-FZZ/RRPP del 12 de agosto de 1984.

## Desaparición
Jaime Ayala se encontraba investigando la masacre de Callqui ocurrida el 1 de agosto de 1984, cuando seis miembros de la Iglesia Presbiteriana de Callqui (Huanta) fueron asesinados por miembros de la Marina de Guerra del Perú. Los marinos alegaron que, según información confidencial recibida, en ese templo se realizaban reuniones clandestinas de Sendero Luminoso. Los oficiales de la marina supieron de la investigación del corresponsal de La República y allanaron el domicilio de sus padres para buscarlo, agrediendo a sus familiares, pero Ayala no se encontraba en el lugar.
Al día siguiente, Ayala acudió primero al puesto de la Policía de Investigaciones a interponer una denuncia, pero no quisieron tramitarla. Entonces se dirigió al Estadio Municipal de Huanta, donde se había instalado una improvisada base militar donde se realizaban interrogatorios a los detenidos. Luego de insistir por teléfono y acordar una reunión con el comandante del puesto, el oficial Luis Silva Santisteban, le fue permitido su ingreso en las instalaciones sin las personas que lo acompañaban, donde fue visto por última vez.
La desaparición de Ayala fue denunciada por Rosa Pallqui, su cónyuge, el 3 de agosto ante la Fiscalía de Huanta. El caso agotó todas las instancias nacionales. Posteriormente, el 29 de agosto de 1984 fue llevado a la Comisión Interamericana de Derechos Humanos que llegó a un acuerdo con el Estado peruano para que inicie los debidos procesos para localizar a los responsables y encontrar el cuerpo de Ayala.